# Neon Genesis Evangelion 2: Pojken och kniven
Neon Genesis Evangelion 2: Pojken och kniven är volym 2 av mangan Neon Genesis Evangelion av Yoshiyuki Sadamoto.

## Handling
Året är 2015. Femton år har gått sedan katastrofen "Second Impact". Mänskligheten, som då decimerades till hälften, har äntligen börjat återhämta sig. Men den står inför ett nytt hot: apostlarna. Dessa oidentifierade, jättelika stridsmonster hotar världen till undergång. På NERV har man fullt upp med att reparera EVA och pressen på Shinji ökar när apostlarna attackerar allt oftare. Det blir inte bättre av att alla i skolan får veta att han styr EVA och att Toji, en stark kille i klassen, utmanar honom.

## Kapitel
- Själen som sluts
- Shinji på dåligt humör
- En entusiasts svårigheter
- Pojken och kniven
- Det vilsna tredje barnet
- Konturerna av en vänlighet